# Mariko Yashida
Mariko Yashida (矢志田真理子) es un personaje ficticio que aparece en los cómics publicados por Marvel Comics como el interés romántico de Wolverine.
Ella fue retratada por Tao Okamoto en la película de 2013 The Wolverine.

## Historial de publicaciones
Creada por Chris Claremont y John Byrne, el personaje apareció por primera vez en Uncanny X-Men vol. 1 # 118, ((febrero de 1979). En una entrevista publicada en Back Issue! revista n.°4, Byrne afirma que Mariko se basó en Lady Toda Mariko, un personaje de la novela Shōgun de 1975: "Acababa de leer Shogun, que Chris no había leído en ese momento. Simplemente quería robar ese personaje, simplemente robar descaradamente el personaje. Y como probablemente sepas, fue creada para morir".

## Biografía ficticia
Mariko era la hija de Shingen Yashida, la hermanastra de Kenuichio Harada, prima de Fuego Solar y Pira Solar y tía de Shingen "Shin" Harada. Tras la muerte de su padre, ella se convirtió en la cabeza (Oyabun) de la familia criminal Yakuza Clan Yashida.
Mariko se encontró por primera vez a los X-Men cuando estos regresaban de una estancia en la Tierra Salvaje, y se les pidió ayudar a Japón, que estaba siendo atacado por el terrorista Moses Magnum. En ese momento, se encontró con Wolverine en un momento privado, que se convirtió en una atracción mutua. Después, Mariko visitaba con frecuencia los Estados Unidos para ver a Wolverine.
Algún tiempo después, sin embargo, Mariko fue casada por su padre, Shingen Yashida, con el líder de una pandilla de Yakuza llamada Noburu-Hideki para solidificar sus conexiones con el inframundo japonés, y fue sometida a un brutal abuso doméstico por parte de su esposo. Más tarde fue utilizada por él para maniobrar a Wolverine para que participara en el asesinato de un rival haciendo que el superhéroe inadvertidamente proporcionara una distracción mientras protegía a su verdadero amor / novia de los propios asesinos del rival. Esto también tuvo el efecto deseado de profundizar el disgusto de Mariko por Logan al presenciarlo volverse loco en la batalla. Sin embargo, Mariko pronto se dio cuenta de que su padre era malvado y estaba avergonzando a su familia con sus siniestros planes. Para detenerlo, Mariko planeó matar a su padre y luego cometer seppuku en recompensa, pero Logan, al enterarse de la verdad sobre su manipulación e inspirado por una epifanía personal sobre su humanidad, atacó a su padre y lo mató en una justa batalla de honor antes de que ella podría actuar al hacerlo, Logan estaba convencido de que Mariko estaría honrada de matarlo por eso y estaba preparado para morir en sus manos en lugar de dañarla en defensa propia. Sin embargo, Mariko explicó su opinión sobre su padre y le presentó la katana familiar como muestra de su aprobación de él como un guerrero honorable que tiene derecho a ello.
Ante esto, Mariko felizmente se convirtió en la prometida de Logan, pero su boda fue detenida por el supervillano Mente Maestra, quien usó un dispositivo de control mental para cambiar la mente de Mariko. Cuando se levantó el control, Wolverine y Mariko reanudaron su relación romántica después de un período de separación, pero no han reconsiderado el matrimonio. Mariko también rechazó cualquier compromiso más cercano con él hasta que se haya ocupado del legado criminal de su padre, que se sentía obligada a rectificar por su honor.
Los X-Men regresaron de las primeras Guerras Secretas y, accidentalmente terminaron en Japón, luchando contra un dragón que su compañero Lockheed había traído. Durante el caos, una joven llamada Amiko Kobayashi pierde a su madre cuando un edificio derrumbado la aplasta. Al morir, la mujer le ruega a Wolverine que cuide a su hija. Como Wolverine no podía cuidarla ella misma, decidió colocar a Amiko al cuidado de Mariko, a quien la niña pronto adoptó como madre sustituta. Amiko y Mariko fueron atacadas en un momento por Ogun, uno de los viejos enemigos de Wolverine, pero el ataque fue evitado por Wolverine y Kitty Pryde.
Mariko fue envenenada con tetrodotoxina de un pez globo por un asesino llamado Reiko, al servicio de su rival Matsu'o Tsurayaba. Ella le pidió a Wolverine que la matara para evitar una muerte dolorosa y preservar su honor. Wolverine la mató y prometió vengar a Mariko cortando partes del cuerpo de Matsu'o cada año en el aniversario de su muerte.
Phaedra, un agente de La Mano, resucitó a Shingen y robó un pedazo del alma de Wolverine para torturarlo. Wolverine hizo un trato con Azrael, el Ángel de la Muerte, donde mataría a Phaedra para evitar que resucitara a los muertos si Azrael sanaba su alma. Phaedra intentó convencer a Wolverine de que le perdonara la vida ofreciendo resucitar a Mariko, pero Wolverine se negó. Dijo que pagaría cualquier precio por traer de vuelta a Mariko, pero él amaba profundamente a Mariko porque ella era una mejor persona que él en todos los sentidos, y ella nunca aceptaría la vida si eso significaba que alguien tan malvado como Phaedra también podía vivir.
Muchos años después, Wolverine fue capturado por el Diablo y llevado al infierno. Con el fin de que Wolverine cumpliera con sus demandas, el señor del infierno tomó el alma de Mariko (que había sido condenada al infierno por su liderazgo de las actividades delictivas del clan Yashida) Wolverine, sin embargo, fue finalmente rescatado por su viejo amigo de Alpha Flight, Puck y su propio padre. Cuando Wolverine finalmente se preparó para huir del infierno, tuvo la intención de tomar a Mariko con él, pero ella le dijo que no tenía razón para volver a vivir y le pidió dejarla atrás y que volviera a la Tierra a recuperar su propia vida, una solicitud que Wolverine a regañadientes, aceptó.
Cuando el Viejo Logan se enfrentó a la Mano durante su operación Regenix, se enfrentó a su último miembro llamado Samurai Escarlata. Logan más tarde descubrió que Samurái Escarlata es Mariko Yashida, quien fue resucitada por la Mano para servirlos. Con la ayuda de Logan, el segundo Samurái de Plata usó nanitos para liberar a Mariko del control de la Mano mientras Gorgón se escapaba. Cuando Logan se preparó para regresar a su propio tiempo, le pidió a Mariko que vigilara a la joven que habría estado en su esposa en su propia línea de tiempo, sintiendo que pedirle a los otros X-Men que la vigilaran se había arriesgado a acercarla demasiado a su propia vida, mientras que Mariko entendía las consecuencias de amar a Logan y sería capaz de mantener a la niña a salvo mientras la mantenía distante.

## Otras versiones

### Era de Apocalipsis
Mariko es parte del Alto Consejo Humano junto con Moira MacTaggert, Capitán Britania y Emma Frost. Ella tuvo una relación con Wolverine en el pasado, fruto de la cual nació Kirika (amalgama de X-23 y Amiko Kobayashi).

### Exiles
En un universo alternativo (Tierra-2109), Mariko Yashida era Fuego Solar y miembro de Exiles del Exiles # 2 (septiembre de 2001) hasta su muerte en Exiles # 37 (enero de 2004) de su serie en curso. En el universo alternativo de 2109, tenía los mismos poderes que su contraparte del Universo Marvel 616, Fuego Solar y Pira Solar. Esta versión fue creada por Judd Winick y Mike McKone. Una japonesa ciudadana y miembro de los X-Men en su realidad, fue una de los pocos abiertamente de los personajes homosexuales de Marvel. Tiene una relación con una versión de la realidad de Spider-Woman (Mary Jane Watson).

#### Recepción
La homosexualidad abierta de Fuego Solar ha atraído cierto interés después de salir en Exiles # 11. Su muerte también ha llamado la atención. Perry Moore la incluye como un ejemplo del mal trato de los superhéroes homosexuales, en paralelo con las anteriores Mujeres en Refrigeradores.
Judd Winick ha sido acusado de perseguir una agenda social más amplia, convirtiendo a Fuego Solar en gay como una de sus ideas utilizadas para apoyar esta noción, como explica en una entrevista con Comic Book Resources:

He escrito un puñado de historias que son socialmente relevantes y se me considera el tipo de la caja de jabón. Hice un arco de la historia en Green Lantern con un personaje gay que fue un sobreviviente de un crimen de odio. Fuego Solar era gay en Exiles. Y hay otras cosas en las que a la gente le gusta colgarse el sombrero, diciendo que soy un gran comunista impulsando una agenda. Es solo un puñado de historias.

### What If?
En la historia de What If, "Si Wolverine se hubiera casado con Mariko", su matrimonio no se ve obstaculizado por Mente Maestra, y Wolverine se convierte en el jefe del clan Shingen. Sin embargo, pronto tendrán que enfrentarse a la Yakuza, todos unidos por Kingpin. Aunque parecen prevalecer con la ayuda del Silver Samurai y Fuego Solar, Mariko es finalmente asesinada por el propio Silver Samurai, que se había convertido en un traidor, dejando a Wolverine para regresar con los X-Men.

### Wolverine Noir
Mariko Yashida aparece en Wolverine Noir como una mujer de negocios que busca expandir los intereses de su padre a la ciudad de Nueva York.

### Wolverine MAX
Mariko Yashida aparece en Wolverine MAX como miembro del clan Yashida a principios del siglo XX. Conoció y se enamoró de Logan, pero su relación terminó después de que él mató a su padre. En el presente, Logan se muestra en una relación con una mujer llamada Yami Yashida, hasta que muere en un accidente aéreo. También es mucho mayor en esta continuidad, ya que nació en la década de 1860 pero murió en algún momento de la década de 1910.

## En otros medios

### Televisión
- Mariko Yashida aparece en la serie animada Wolverine and the X-Men, con la voz de Gwendoline Yeo. Esta representación es la exnovia / amante perdida de Wolverine y la esposa reticente del Silver Samurai. Ella se enamoró sentimentalmente de Logan, a pesar de que su padre quería que se casara con Silver Samurái debido a las conexiones de Yakuza. En el episodio "Código de conducta", el clan Yakuza tuvo un duelo de Wolverine y Silver Samurái para Mariko. Cuando Silver Samurái secuestró a los X-Men, Mariko llegó a la Embajada de Japón en busca de su marido hambriento de poder. Ella está presente en el reciente duelo entre Silver Samurái y Logan. Después de que Silver Samurái actuó deshonrosamente (usando habilidades mutantes cuando no está permitido) a lo que anuló el duelo y fue llevado por deshonrar al clan Yakuza que acordó liberar a los X-Men, le dijo a Logan que su marido será expulsado del Yakuza avergonzado y no será admitido nuevamente. Cuando le preguntaron por qué había elegido Silver Samurái sobre Logan, dijo que su padre y el Yakuza los habrían matado a ambos si no hubiera elegido Silver Samurái, esperando su decisión con espadas desenvainadas. Ella dijo que casarse con Silver Samurái era lo único honorable que podía hacer, incluso si eso significaba mantener a ella y a Logan separados para siempre el uno del otro.
- Mariko aparece en la miniserie de doce episodios Marvel Anime: Wolverine expresado por Fumiko Orikasa en el dub japonés y Gwendoline Yeo por el dub inglés. En esta serie, que no es continua con las franquicias de Marvel, Mariko está dispuesta a casarse con el actual líder de Madripoor. Logan pasa toda la serie en una búsqueda para liberarla de este compromiso para que puedan estar juntos de nuevo. En el duodécimo y último episodio, Mariko es accidentalmente disparada en el pecho, pero no antes de confesar los fuertes y duraderos sentimientos románticos que siempre ha tenido por Logan, asegurándole que siempre estará con él en el espíritu, como ella muere en paz en su brazos.

### Cine
Mariko Yashida apareció como un personaje principal y el interés amoroso de Wolverine en la película de 2013 Wolverine: Inmortal, siendo interpretada por la actriz japonesa Tao Okamoto. En esta versión, Mariko era la nieta de Ichirō Yashida y la hija de Shingen Yashida. En el funeral de su abuelo, es secuestrada por el sindicato del crimen Yakuza pero salvada por Wolverine. Luego se esconden en la casa de Yashida y cuando comienzan a enamorarse, Mariko es secuestrada y llevada a la sede de la Corporación Yashida, donde se revela que su padre fue quien ordenó a Yakuza que la secuestrara y finalmente la asesinara porque Ichirō le había dejado el imperio familiar en lugar de Shingen. Kenuichio Harada viene a salvarla con el clan Ninja Negro y lleva a Mariko a un centro de investigación con sede donde nació Ichirō. Cuando se revela que Ichirō está vivo y usó a Mariko como cebo para capturar y extraer la inmortalidad de Wolverine usando una armadura robótica adamantium, ella logra liberar a Wolverine dirigiendo la máquina que Wolverine está en el ataque de la espada, rompiendo el enfoque de su abuelo y liberando a Wolverine. Mariko también golpea a Ichirō con las garras desechadas de Wolverine, lo que le permite a Wolverine acabar con su abuelo. Mariko se convierte en la nueva CEO de la Corporación Yashida y le dice adiós a Logan, con la esperanza de verlo nuevamente.